# Nusretiye, Kartepe
Nusretiye là một xã thuộc huyện Kartepe, tỉnh Kocaeli, Thổ Nhĩ Kỳ. Dân số thời điểm năm 2010 là 1.305 người.